# Formerly the Warlocks
Formerly the Warlocks je koncertní box set skupiny Grateful Dead. Box set obsahuje šest CD. Nahrávky pocházejí z 8.-9. října 1989 v Hampton Coliseum v Hamptonu ve Virginii. Album vyšlo 7. září 2010.

## Seznam skladeb
| Disk 1 | Disk 1                   | Disk 1         | Disk 1 |
| Pořadí | Název                    | Autor          | Délka  |
| ------ | ------------------------ | -------------- | ------ |
| 1.     | Foolish Heart            | Garcia, Hunter | 8:00   |
| 2.     | Walkin' Blues            | Johnson        | 7:41   |
| 3.     | Candyman                 | Garcia, Hunter | 7:29   |
| 4.     | Me and My Uncle          | Philips        | 3:11   |
| 5.     | Big River                | Cash           | 6:47   |
| 6.     | Stagger Lee              | Garcia, Hunter | 5:58   |
| 7.     | Queen Jane Approximately | Dylan          | 6:53   |
| 8.     | Bird Song                | Garcia, Hunter | 13:24  |
| 9.     | Promised Land            | Berry          | 4:57   |

| Disk 2 | Disk 2              | Disk 2                                            | Disk 2 |
| Pořadí | Název               | Autor                                             | Délka  |
| ------ | ------------------- | ------------------------------------------------- | ------ |
| 1.     | Help on the Way     | Garcia, Hunter                                    | 4:44   |
| 2.     | Slipknot!           | Garcia, K. Godchaux, Hart, Kreutzmann, Lesh, Weir | 4:54   |
| 3.     | Franklin's Tower    | Garcia, Kreutzmann, Hunter                        | 8:26   |
| 4.     | Victim or the Crime | Weir, Graham                                      | 8:30   |
| 5.     | Eyes of the World   | Garcia, Hunter                                    | 9:08   |
| 6.     | Rhythm Devils       | Hart, Kreutzmann                                  | 10:44  |

| Disk 3 | Disk 3               | Disk 3                        | Disk 3 |
| Pořadí | Název                | Autor                         | Délka  |
| ------ | -------------------- | ----------------------------- | ------ |
| 1.     | Space                | Garcia, Lesh, Weir            | 8:44   |
| 2.     | I Need a Miracle     | Weir, Barlow                  | 5:01   |
| 3.     | The Wheel            | Garcia, Hunter                | 4:13   |
| 4.     | Gimme Some Lovin'    | S. Winwood, M. Winwood, Davis | 4:31   |
| 5.     | Morning Dew          | Dobson, Rose                  | 13:24  |
| 6.     | We Bid You Goodnight | traditional                   | 3:55   |

| Disk 4 | Disk 4                                              | Disk 4          | Disk 4 |
| Pořadí | Název                                               | Autor           | Délka  |
| ------ | --------------------------------------------------- | --------------- | ------ |
| 1.     | Feel Like A Stranger                                | Weir, Barlow    | 8:16   |
| 2.     | Built to Last                                       | Garcia, Hunter  | 5:03   |
| 3.     | Little Red Rooster                                  | Dixon           | 9:09   |
| 4.     | Ramble On Rose                                      | Garcia, Hunter  | 7:53   |
| 5.     | We Can Run                                          | Mydland, Barlow | 6:31   |
| 6.     | Jack Monroe                                         | traditional     | 4:37   |
| 7.     | Stuck Inside of Mobile with the Memphis Blues Again | Dylan           | 10:10  |
| 8.     | Row Jimmy                                           | Garcia, Hunter  | 11:08  |
| 9.     | The Music Never Stopped                             | Weir, Barlow    | 8:15   |

| Disk 5 | Disk 5              | Disk 5                                                 | Disk 5 |
| Pořadí | Název               | Autor                                                  | Délka  |
| ------ | ------------------- | ------------------------------------------------------ | ------ |
| 1.     | Playing in the Band | Weir, Hart, Hunter                                     | 11:23  |
| 2.     | Uncle John's Band   | Garcia, Hunter                                         | 11:58  |
| 3.     | Playing in the Band | Weir, Hart, Hunter                                     | 2:20   |
| 4.     | Dark Star           | Garcia, Hart, Kreutzmann, Lesh, McKernan, Weir, Hunter | 19:22  |
| 5.     | Rhythm Devils       | Hart, Kreutzmann                                       | 9:55   |

| Disk 6 | Disk 6                    | Disk 6                    | Disk 6 |
| Pořadí | Název                     | Autor                     | Délka  |
| ------ | ------------------------- | ------------------------- | ------ |
| 1.     | Space                     | Garcia, Lesh, Weir        | 7:26   |
| 2.     | Death Don't Have No Mercy | Davis                     | 8:47   |
| 3.     | Dear Mr. Fantasy          | Capaldi, Wood, S. Winwood | 5:14   |
| 4.     | Hey Jude                  | Lennon, McCartney         | 3:12   |
| 5.     | Throwing Stones           | Weir, Barlow              | 10:17  |
| 6.     | Good Lovin'               | Clark, Resnick            | 9:21   |
| 7.     | Attics of My Life         | Garcia, Hunter            | 6:32   |

## Sestava
- Jerry Garcia – sólová kytara, zpěv
- Bob Weir – rytmická kytara, zpěv
- Phil Lesh – basová kytara, zpěv
- Brent Mydland – klávesy, zpěv
- Mickey Hart – bicí
- Bill Kreutzmann – bicí